# Johann Carl Wilhelm Moehsen

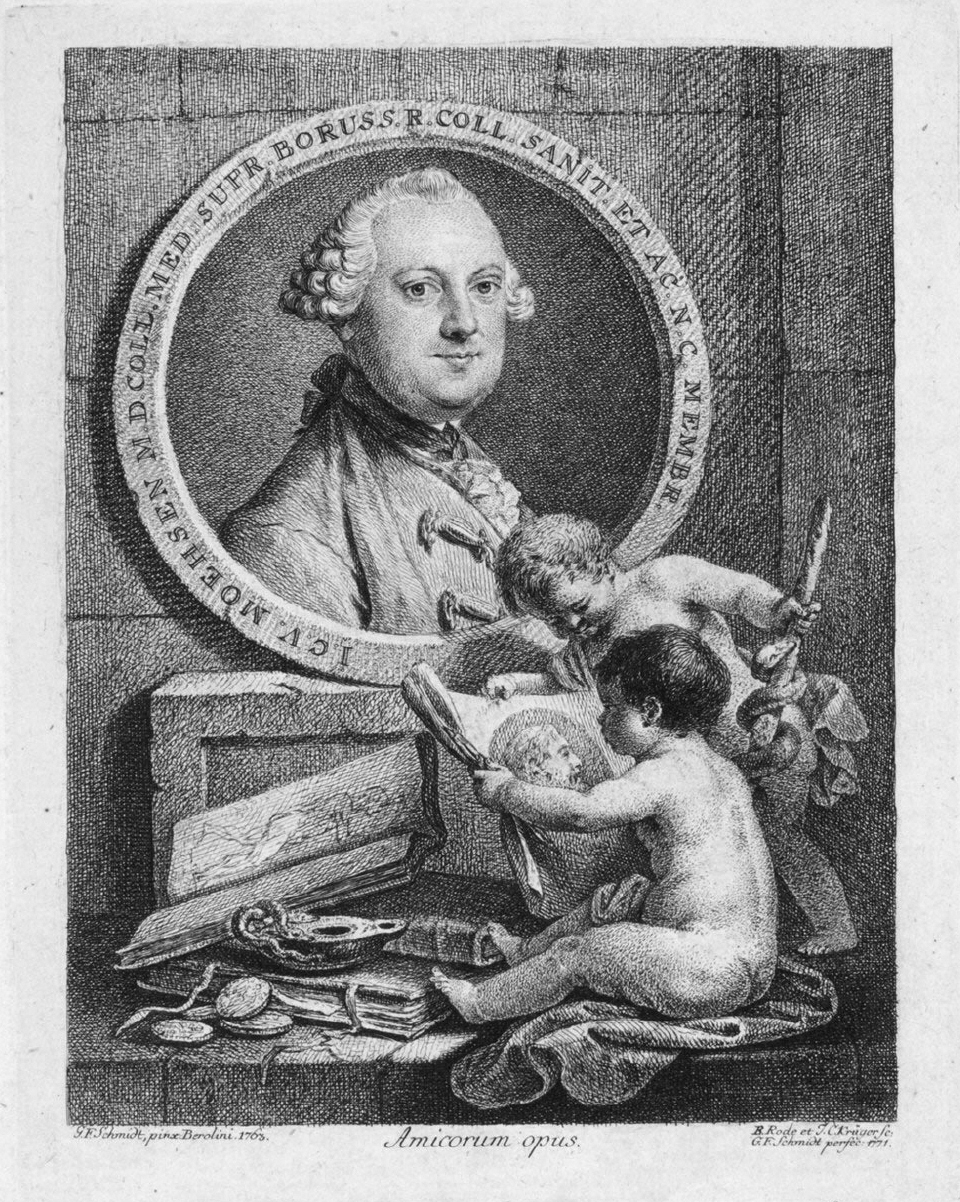
Johann Carl Wilhelm Moehsen (1771)

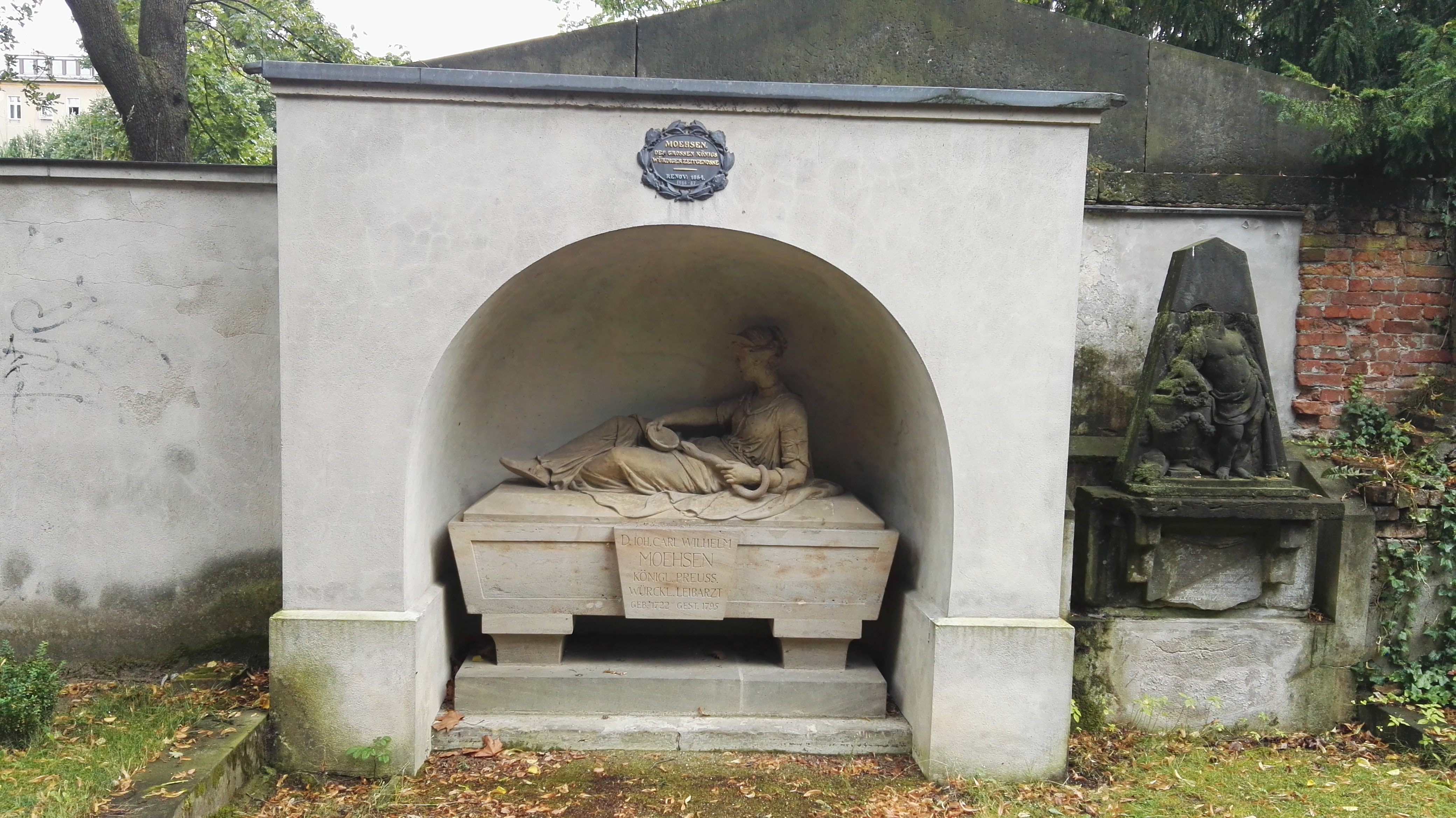
Grabstätte

Johann Carl Wilhelm Moehsen, auch: Wilhelm Moehsen, (* 9. Mai 1722 in Berlin; † 22. September 1795 ebenda) war ein deutscher Arzt und Schriftsteller. Er war Leibarzt von Friedrich II. und Mitglied der geheimen Berliner Mittwochsgesellschaft. Auch aufgrund seiner vielfältigen Veröffentlichungen kann er zur Berliner Aufklärung gezählt werden.

## Leben
Moehsen wurde 1742 Arzt am Joachimsthalschen Gymnasium in Berlin. Im Jahr 1745 wurde er zum Mitglied der Leopoldina gewählt. 1747 wurde er Mitglied des Obermedizinalkollegiums und Kreisphysikus des Kreises Teltow, ab 1763 Mitglied des Obersanitätskollegiums in Berlin.
1766 wurde er Arzt am Kadettenkorps und an der Ritterakademie in Berlin sowie ab 1778 Leibarzt von Friedrich II.
Moehsen wurde am 7. Dezember 1786 in der „classe de belles-lettres“ Mitglied der Preußischen Akademie der Wissenschaften, damals Académie royale des sciences et belles-lettres. Er war einer der Gründungsmitglieder der 1783 ins Leben gerufenen geheimen Berliner Mittwochsgesellschaft.
Für verschiedene Forschungsarbeiten der brandenburgischen Geschichtsschreibung und Wissenschaftsgeschichtsschreibung werden seine Person und Werk beigezogen, beispielsweise seine Untersuchung über die im Vergleich zu Zivilpersonen vierfache Suizidrate der Soldaten in Berlin, aufgeschlüsselt nach deren Regimentern.
Moehsen arbeitete auch das Justizverbrechen an Lippold Ben Chluchim auf, indem er aus dem Hofarchiv des damaligen Leibarztes Paul Luther, Sohn des Reformators, anhand der Protokolle und Originalurkunden zum Tode Kurfürst Joachims II. Hector, die einhellig einen Ausfluss am Fuße in Kombination mit einer plötzlichen Erkältung als Todesursache nennen, den Lippold gemachten Vorwurf des Giftmordes widerlegte.
J. C. W. Moehsen wurde in einem Erbbegräbnis auf dem Friedhof I der Jerusalems- und Neuen Kirchengemeinde in Berlin beigesetzt. Die Grabstätte befindet sich in der Abt. 3/1 in unmittelbarer Nähe zum Friedhofseingang in der Zossener Straße.

## Schriften (Auswahl)
- Verzeichnis einer Sammlung von Bildnissen größtenteils berühmter Ärzte. Christian Friedrich Himburg, Berlin 1771. (Digitalisat)
- Geschichte der Wissenschaften in der Mark Brandenburg, besonders der Arzneiwissenschaft; von den ältesten Zeiten an bis zu Ende des sechzehnten Jahrhunderts […]. George Jacob Decker, Berlin/Leipzig 1781. (Digitalisat) Nachdruck, im Format verkleinert, bei Georg Olms, Hildesheim / New York 1976.
- Beiträge zur Geschichte der Wissenschaften in der Mark Brandenburg von den ältesten Zeiten an bis zu Ende des sechszehnten Jahrhunderts: I. Leben Leonhard Thurneissers zum Thurn, Churfürstl. brandenb. Leibarztes. Beitrag zur Geschichte der Alchymie, wie auch der Wissenschaften und Künste, in der Mark Brandenburg. u.s.w. II. Fragmente zur Geschichte der Chirurgie von 1417 bis 1598, wie auch, zur Beantwortung der Frage: Ob die alte Verbindung der Chirurgie mit den Barbirern aufzuheben sey? III. Verzeichnis der Dohm- und Kollegiatstifter, wie auch Mönchs- und Nonnenklöster, die ehemals in der Mark Brandenburg floriret, oder auch auswärtig von deren Landesfürsten gestiftet worden. Verlag von George Jakob Decker, Berlin/Leipzig 1783 Digitalisat; Nachdruck von Werner Fritsch Verlag, München 1976.
- Betrachtungen über die Berlinischen Selbstmörder unter den Soldaten. Nach dem Manuskript aus den Materialien der Berliner Mittwochsgesellschaft herausgegeben von Hans-Uwe Lammel (= Fundstücke. Band 3). Wehrhahn, Hannover-Laatzen 2004, ISBN 3-932324-33-1.